# 黑客帝国2：重装上阵
是一部於2003年上映的美國科幻電影，由沃卓斯基兄弟（經性別重置手術後現為姐妹）导演，基努·里维斯、劳伦斯·費許朋等人主演，袁和平武術指導。此片為1999年電影《駭客任務》的續集，「駭客任務系列」的第二部作品。

## 剧情
在證實了救世主的身份不久后，尼歐（Neo）又更进一步学会运用他在母體（Matrix）的超能力，包括看見周围的人和物質的代码以及在空中飞行。人类的革命也剧烈反转，越来越多的人从母體中获得了自由。此时尼歐开始不断地梦见崔妮蒂（Trinity）的死亡。另一方面，机器聚集了一支大軍进攻人类抵抗的中心：真实世界最后的城市錫安（Zion）。莫菲斯（Morpheus）和尼歐焦急地等待和祭司（Oracle）的联系，他们相信先知会告诉他们如何阻止灾难。特務史密斯（Smith）由于在第一集中对尼歐追捕失败被系统删除，如今脫離母體並成为电脑病毒重新出现，他可以传染任何被他接触的人（将其复制成自己），他生存的目的就是为了消灭尼歐。为了拯救錫安、人类以及他最爱的女人，尼歐和莫菲斯及其他抵抗分子必须与各种被“流放”的程式、新升级的特務、以及一群史密斯的复制品战斗，以便到达萬物之源（the Source）。但是在萬物之源，尼歐了解到的却是动摇之前所有認識的真相……
後續故事則在此系列第三部曲：《駭客任務完結篇：最後戰役》中出現。

## 演員
- 基努·李維－湯瑪斯·安德森／尼歐
- 勞倫斯·費許朋－莫菲斯（英语：Morpheus (The Matrix)）
- 嘉利-安·慕絲－崔妮蒂
- 雨果·威明－史密斯幹員
- 潔達·蘋姬·史密斯－奈爾碧（英语：Niobe (The Matrix)）
- 格洛莉亞·福斯特（英语：Gloria Foster）－祭師（英语：The Oracle (The Matrix)）
- 哈羅·佩里紐－林克（Link）
- 蒙妮卡·貝露琪－普西芬妮 (駭客任務)（英语：Persephone (The Matrix)）
- 藍柏·威爾森－梅若賓基恩（英语：Merovingian (The Matrix)）
- 金德文－制鑰人（英语：Keymaker）（又譯鎖匠）
- 亨利·藍尼克斯－拉克隊長（Commander Lock）
- 安東尼·澤布（英语：Anthony Zerbe）－哈曼議員（Councillor Hamann）
- 諾娜·蓋伊－琪
- 赫爾穆特·巴卡提斯（英语：Helmut Bakaitis）－建筑师（The Architect）
- 尼爾·雷蒙特與阿德里安·雷蒙特（Neil and Adrian Rayment）－罪徒雙子（英语：Twins (The Matrix)）
- 丹尼爾·柏哈茲－约翰森探员（Agent Johnson）
- 鄒兆龍－賽洛芙（Seraph）
- 伊恩·布利斯（英语：Ian Bliss）－贝恩（Bane）
- 李·沃內爾-艾克赛尔（Axel）
- 吉娜·托瑞斯（英语：Gina Torres） - 卡司（Cas）
- 納坦尼爾·李斯（英语：Nathaniel Lees） - 三船艦長（Captain Mifune）
- 小羅伊·瓊斯 - 巴拉德艦長（Captain Ballard）
- 大衛·柯德勒（David A. Kilde） － 杰克森探员（Agent Jackson）
- 馬特·麥科姆（英语：Matt McColm） - 湯普森探員（Agent Thompson）
- 康乃爾·韋斯特 － 韋斯特議員（Councillor West）
- 史帝夫·巴斯托尼（英语：Steve Bastoni） - 索倫艦長（Captain Soren）
- 安東尼·王（英语：Anthony Brandon Wong） - Ghost
- 克萊頓·華生（英语：Clayton Watson） - Kid
- 陳虎  - 浪人（the Ronin）

## 细节
這部系列電影之所以受到諸多程式設計師和技術人員的熱愛，很大程度上是精確的細節所致：
- 當尼歐去萬物之源時，崔妮蒂需要攻擊大樓的網路（詳見劇情簡介），她在螢幕上所輸入的是一行標準的SSH命令：

ssh 10.2.2.2 -l root

## 迴響

### 專業評價
爛番茄網站上對這部電影的好評度為73%，在245條專業評論中，179條專業評論贊同，66條專業評論反對，平均分為6.8/10，觀眾的評價則是72%，好評占多數。

## 續集
由華納兄弟發行，於2003年11月5日上映。